# 羅森堡 (內布拉斯加州)
羅森堡（英語：Rosenburg）是位於美國內布拉斯加州普拉特縣的非建制地區。

## 歷史
羅森堡的郵局於1901年設立，其後於1904年停運。

## 地理
羅森堡所處的海拔為高於海平面544米（即1785英呎），而該地所採用的時區為UTC-6，即北美中部时区（CST）。同時該地設有夏令時間，為UTC-6調快一小時，即UTC-5（CDT）。